# Five Nations 1956
Die Ausgabe 1956 des jährlich ausgetragenen Rugby-Union-Turniers Five Nations (seit 2000 Six Nations) fand zwischen dem 14. Januar und dem 14. April statt. Turniersieger wurde Wales.

## Teilnehmer
| Land       | Stadion                        | Stadt     | Kapitän                        |
| ---------- | ------------------------------ | --------- | ------------------------------ |
| England    | Twickenham Stadium             | London    | Eric Evans                     |
| Frankreich | Stade Olympique Yves-du-Manoir | Colombes  | Gérard Dufau / Michel Celaya   |
| Irland     | Lansdowne Road                 | Dublin    | James Ritchie / Noel Henderson |
| Schottland | Murrayfield Stadium            | Edinburgh | Angus Cameron / Jim Greenwood  |
| Wales      | Cardiff Arms Park              | Cardiff   | Cliff Morgan                   |

## Tabelle
|    | Land       | Spiele | Siege | Unent. | Ndlg. | Spiel- punkte | Diff. | Tabellen- punkte |
| -- | ---------- | ------ | ----- | ------ | ----- | ------------- | ----- | ---------------- |
| 1. | Wales      | 4      | 3     | 0      | 1     | 25:20         | + 5   | 6                |
| 2. | England    | 4      | 2     | 0      | 2     | 43:28         | + 15  | 4                |
| 2. | Frankreich | 4      | 2     | 0      | 2     | 31:34         | − 3   | 4                |
| 2. | Irland     | 4      | 2     | 0      | 2     | 33:47         | − 14  | 4                |
| 5. | Schottland | 4      | 1     | 0      | 3     | 31:34         | − 3   | 2                |

## Ergebnisse
| 14. Januar 1956 | Schottland                                    | 12 : 0        | Frankreich | Murrayfield Stadium, Edinburgh Zuschauer: 70.000 Schiedsrichter: Michael Dowling (Irland) |
| 14. Januar 1956 | Versuche: Kemp (2) Straftritte: Cameron Smith | (6:0) Bericht |            | Murrayfield Stadium, Edinburgh Zuschauer: 70.000 Schiedsrichter: Michael Dowling (Irland) |

| 21. Januar 1956 | England              | 3 : 8         | Wales                                             | Twickenham Stadium, London Zuschauer: 75.000 Schiedsrichter: Robert Mitchell (Irland) |
| 21. Januar 1956 | Straftritte: Allison | (0:5) Bericht | Versuche: Davies Russell Robbins Erhöhungen: Owen | Twickenham Stadium, London Zuschauer: 75.000 Schiedsrichter: Robert Mitchell (Irland) |

| 28. Januar 1956 | Frankreich                                                               | 14 : 8        | Irland                                                    | Stade Olympique Yves-du-Manoir, Colombes Zuschauer: 26.054 Schiedsrichter: Peter Cooper(England) |
| 28. Januar 1956 | Versuche: Baulon Boniface Erhöhungen: Vannier Dropgoals: Bouquet Vannier | (3:0) Bericht | Versuche: O’Reilly Erhöhungen: Pedlow Straftritte: Pedlow | Stade Olympique Yves-du-Manoir, Colombes Zuschauer: 26.054 Schiedsrichter: Peter Cooper(England) |

| 4. Februar 1956 | Wales                                | 9 : 3         | Schottland           | Cardiff Arms Park, Cardiff Zuschauer: 60.000 |
| 4. Februar 1956 | Versuche: Davies C. Morgan H. Morgan | (6:3) Bericht | Straftritte: Cameron | Cardiff Arms Park, Cardiff Zuschauer: 60.000 |

| 11. Februar 1956 | England                                                                                | 20 : 0        | Irland | Twickenham Stadium, London Schiedsrichter: Alexander Dickie (Schottland) |
| 11. Februar 1956 | Versuche: Butterfield Evans Jackson Erhöhungen: Currie Straftritte: Allison Currie (2) | (3:0) Bericht |        | Twickenham Stadium, London Schiedsrichter: Alexander Dickie (Schottland) |

| 25. Februar 1956 | Irland                                                     | 14 : 10       | Schottland                                     | Lansdowne Road, Dublin Schiedsrichter: Hartley Elliott (England) |
| 25. Februar 1956 | Versuche: Henderson Kyle Meara O’Reilly Erhöhungen: Pedlow | (6:5) Bericht | Versuche: Michie Smith Erhöhungen: McClung (2) | Lansdowne Road, Dublin Schiedsrichter: Hartley Elliott (England) |

| 10. März 1956 | Irland                                                                      | 11 : 3        | Wales             | Lansdowne Road, Dublin Zuschauer: 50.573 Schiedsrichter: Alexander Dickie (Schottland) |
| 10. März 1956 | Versuche: Cunningham Erhöhungen: Pedlow Straftritte: Pedlow Dropgoals: Kyle | (0:3) Bericht | Straftritte: Owen | Lansdowne Road, Dublin Zuschauer: 50.573 Schiedsrichter: Alexander Dickie (Schottland) |

| 17. März 1956 | Schottland                             | 6 : 11         | England                                                          | Murrayfield Stadium, Edinburgh Schiedsrichter: Michael Dowling (Irland) |
| 17. März 1956 | Versuche: Stevenson Straftritte: Smith | (6:11) Bericht | Versuche: J. Williams Erhöhungen: Currie Straftritte: Currie (2) | Murrayfield Stadium, Edinburgh Schiedsrichter: Michael Dowling (Irland) |

| 24. März 1956 | Wales                                  | 5 : 3   | Frankreich        | Cardiff Arms Park, Cardiff Zuschauer: 60.000 Schiedsrichter: Peter Cooper (England) |
| 24. März 1956 | Versuche: D. Williams Erhöhungen: Owen | Bericht | Versuche: Bouquet | Cardiff Arms Park, Cardiff Zuschauer: 60.000 Schiedsrichter: Peter Cooper (England) |

| 14. April 1956 | Frankreich                                                          | 14 : 9        | England                                     | Stade Olympique Yves-du-Manoir, Colombes Zuschauer: 28.0000 |
| 14. April 1956 | Versuche: Dupuy Pauthe Erhöhungen: Labazuy Straftritte: Labazuy (2) | (6:6) Bericht | Versuche: Thompson Straftritte: Allison (2) | Stade Olympique Yves-du-Manoir, Colombes Zuschauer: 28.0000 |